# Pałac Kierzkowskich w Radomiu
Pałac Kierzkowskich w Radomiu – zabytkowy budynek znajdujący się w Radomiu, przy ulicy Żeromskiego 36. Obiekt jest częścią szlaku turystycznego Zabytki Radomia.

## Historia
Pałac został wybudowany w latach 1827–1829 według projektu Stefana Balińskiego, asesora budowlanego sandomierskiej komisji wojewódzkiej, jako siedziba i dom dochodowy radomskiego kupca Jana Nepomucena Kierzkowskiego. W latach trzydziestych XIX wieku w budynku miał siedzibę m.in. Trybunał Cywilny oraz archiwum akt dawnych. Do 1892 roku w budynku działało także kasyno oficerskie. W latach 1918–1939 w budynku siedzibę miała m.in. biblioteka Polskiej Macierzy Szkolnej. W okresie PRL w budynku mieściła się m.in. Państwowa Szkoła Muzyczna i biuro turystyczne Orbis. Obecnie budynek pełni funkcje usługowe.

## Architektura
Pałac Kierzkowskich to klasycystyczny, piętrowy budynek. Dziewięcioosiowa fasada posiada płytki ryzalit ozdobiony czterema półkolumnami, zwieńczony trójkątnym tympanonem. Skrajne przęsła fasady ze ślepymi arkadami na wysokości parteru ujęte są w pilastry. Dekorację tympanonu stanowi herb Krzywda Kierzkowskich oraz inicjały pierwszego właściciela (NK). Pozostała sztukateria pochodzi z II poł. XIX wieku. Pierwotnie budynek posiadał dwa żeliwne balkony, zlikwidowane po 1961 roku.